# Aleksandr M. Prokhorov
Aleksandr Mikhajlovitj Prokhorov (russisk: Алекса́ндр Миха́йлович Про́хоров, tr. Aleksándr Mikhájlovitj Prókhorov; født 11. juli 1916 i Atherton, Queensland, Australien, død 8. januar 2002 i Moskva, Den Russiske Føderation) var en sovjetisk fysiker kendt for sin banebrydende forskning om lasere og masere, for hvilken han modtog Nobelprisen i fysik i 1964, delt med Charles Hard Townes og Nikolaj G. Basov.
Prokhorov blev født i Australien, hvortil hans forældre, der var revolutionære i zartiden, havde emigreret for at undgå undertrykkelse. Efter oktoberrevolutionen var dette ikke længere en trussel, og familien vendte tilbage til Rusland i 1923. I 1934 blev Aleksandr Prokhorov optaget på fysikstudiet på Leningrad Statsuniversitet. Han blev kandidat med udmærkelse i 1939 og rejste til Moskva for at arbejde på Lebedev Fysikinstituttet på Ruslands Videnskabsakademi i oscillationslaboratoriet under N.D. Papaleksi. Da anden verdenskrig begyndte, meldte han sig til Den Røde Hær, og han kæmpede i infanteriet. Han blev såret to gange i kamp og modtog tre medaljer for sin indsats.
Efter at have aftjent sin værnepligt i 1944 vendte Prokhorov tilbage til fysikken og arbejdede med stråling fra elektroner slynget rundt i en partikelaccelerator. Derved påviste han, at denne stråling primært er koncentreret i mikrobølgespektret. Han dannede efterhånden en gruppe af forskere, der arbejdede med radiospektoskopi af molekylære rotationer og vibrationer og senere med kvanteelektronik. Prokhorov blev leder af laboratoriet i 1954, og sammen med Nikolaj Basov udviklede han det teoretiske grundlag for fremstillingen af en molekylær oscillator og konstruerede en sådan oscillator baseret på ammoniak.
I 1955 begyndte Prokhorov at forske inden for elektronspinresonans. I den forbindelse undersøgte han blandt andet de magnetiske fasetransitioner i stoffet DPPH. Mens han studerede rubiner, kom han på den ide at bruge dette materiale som aktivt medium i en laser. Han fremførte derpå ideen om en ny type laser, som i stor udstrækning fortsat bruges i dag. Arbejdet med lasere og masere blev gjort i samarbejde med Basov, men uafhængigt af det arbejde, som Charles Hard Townes udførte på samme område i USA. De tre forskere blev derpå tildelt Nobelprisen i 1964.
Prokhorov blev professor på Moskvas statsuniversitet i 1959, og samme år blev han tildelt Leninprisen. Ud over Nobelprisen modtog han en række andre hædersbevisninger, og efter hans død blev fysikinstituttet på Videnskabsakademiet opkaldt efter ham.
Han var medlem af det sovjetiske kommunistparti fra 1950. Sammen med tre andre videnskabsmænd undsagde han Andrej Sakharovs holdning om gensidig nedrustning mellem de to supermagter i 1980'erne.